# Дейвіс (антарктична станція)

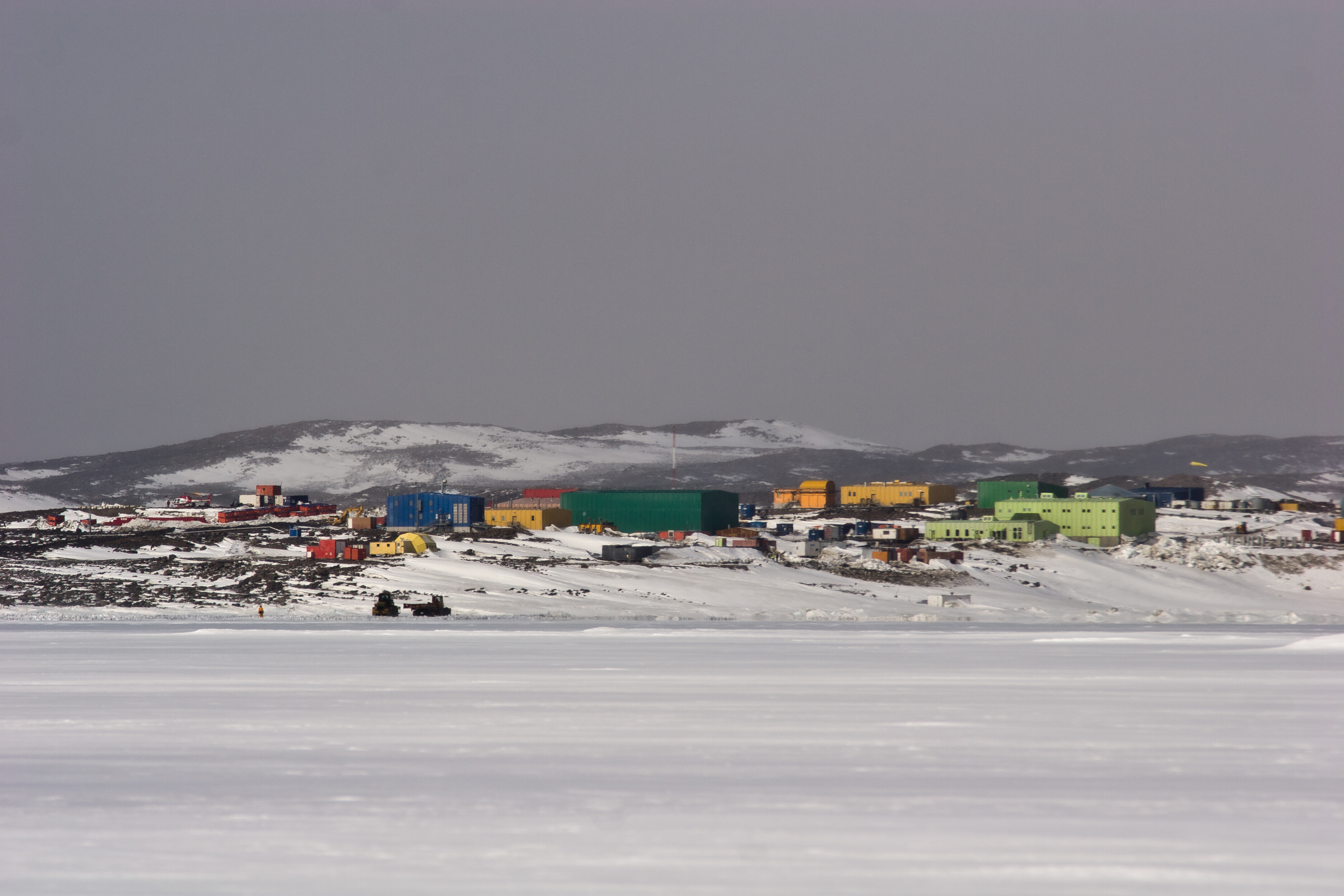
Станція Дейвіс, 2005 рік

Станція Де́йвіс (англ. Davis Station) — діюча полярна науково-дослідна антарктична станція Австралії в Східній Антарктиді на узбережжі затоки Прюдс (море Співдружності). Розташована на Землі Принцеси Єлизавети на Вестфолд-Гіллз. Населення 70 осіб влітку, 20 — взимку. Станція є офіційною столицею Австралійської антарктичної території.
База працює з 12 січня 1957 року (з перервою у 1964—1969 роки). Названа на честь капітана Джона Кінга Девіса, який плавав по антарктичних морях.

## Клімат
Клімат суворий, антарктичний.
| Клімат                                     | Клімат | Клімат | Клімат | Клімат | Клімат | Клімат | Клімат | Клімат | Клімат | Клімат | Клімат | Клімат | Клімат |
| Показник                                   | Січ.   | Лют.   | Бер.   | Квіт.  | Трав.  | Черв.  | Лип.   | Серп.  | Вер.   | Жовт.  | Лист.  | Груд.  | Рік    |
| Абсолютний максимум, °C                    | 13,0   | 10,0   | 4,3    | 4,2    | 2,0    | 2,0    | 0,8    | 1,0    | 0,3    | 1,9    | 8,0    | 11,0   |        |
| Середній максимум, °C                      | 3,2    | −0,2   | −5,6   | −10,3  | −12,5  | −12,5  | −14,3  | −14,2  | −12,8  | −9     | −2,2   | 2,4    | −7,3   |
| Середній мінімум, °C                       | −1,2   | −4,6   | −10,9  | −16,1  | −18,8  | −18,7  | −20,6  | −20,8  | −19,7  | −15,3  | −7,5   | −2,2   | −13    |
| Абсолютний мінімум, °C                     | −8,3   | −15    | −27,6  | −41,8  | −39    | −40,1  | −39    | −41,3  | −38,3  | −31    | −22,4  | −10,7  |        |
| Середня кількість сонячних годин на місяць | 285,2  | 166,7  | 99,2   | 69,0   | 21,7   | 0,0    | 9,3    | 58,9   | 123,0  | 170,5  | 234,0  | 303,8  |        |
| Норма опадів, мм                           | 1.8    | 3.8    | 9.1    | 10.1   | 9.9    | 9.1    | 8.2    | 6.8    | 5.4    | 4.5    | 2.2    | 1.9    |        |
| Днів з опадами                             | 2,2    | 3,2    | 6,5    | 6,5    | 6,3    | 5,4    | 4,9    | 4,9    | 4,6    | 4,2    | 2,3    | 2,0    |        |
| ------------------------------------------ | ------ | ------ | ------ | ------ | ------ | ------ | ------ | ------ | ------ | ------ | ------ | ------ | ------ |
| Джерело: Bureau of Meteorology             |        |        |        |        |        |        |        |        |        |        |        |        |        |